# 14600 Gainsbourg
14600 Gainsbourg eller 1998 SG73 är en asteroid i huvudbältet som upptäcktes den 21 september 1998 av den belgiske astronomen Eric W. Elst vid La Silla-observatoriet. Den är uppkallad efter den franske sångaren, kompositören, författaren och poeten, Serge Gainsbourg.